# Wielołęka (Opole)
Pour les articles homonymes, voir Wielołęka.
Wielołęka est une localité polonaise de la gmina de Domaszowice, située dans le powiat de Namysłów en voïvodie d'Opole.